# Wnuck (Adelsgeschlecht)

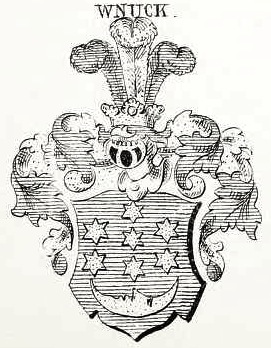
Wappen derer von Wnuck Lipinski

Wnuck, auch Wnuk, Wnuck Cieminski, Wnuk Lipinski oder Wnuk Dombrowski, deutsch Enkel, ist der Name eines kaschubischen Adelsgeschlechts aus Hinterpommern.

## Geschichte
Im Jahre 1525 bestätigt der polnische König Sigismund I. den nobilis zu Liepnitz ihre Privilegien. Hierbei werden mehrere Angehörige der Familie Wnuk namentlich genannt.
1658 wurde die Familie mit Martin Wnucken Cieminski erstmals in Zemmen genannt.
Mitte des 18. Jahrhunderts machten sich die Wnuck mit zwei Familien auch zu Trzebiatkow besitzlich sesshaft. 1817 wurde Wilhelm von Wnuck, der natürliche Sohn des Johann Wilhelm von Wnuck und Adoptivsohn des Paul von Wnuck, alle zu Trzebiatkow, in den preußischen Adelsstand bei Beibehaltung des Stammwappens, gehoben.
Bereits im Jahre 1804 erfolgte eine Bestätigung des Adelsstandes durch die Westpreußische Regierung Marienwerder.
Die Wnuck waren unter anderem zu Reckow, Platenheim, Adlig Klonschen, Zemmen, Czarndamerow und Trzebiatkow im Landkreis Bütow, sowie zu Liepnitz, Prondzona und Ostrowitt, Adlig Lonken, Adlig Briesen, Konarzin und Mielno im Landkreis Schlochau jeweils anteilig begütert.
Von den Orten Zemmen, Czarndamerow und Lipnitz leiten sich die obigen Beinamen ab.
Die Familien leben heute in Deutschland und Polen.

## Wappen
Das Stammwappen zeigt: im Blauen Schilde über einem aufwärtsgekrümmten Halbmond, sieben (1, 2, 1, 2, 1) goldene Sterne; auf dem Helm mit blau-goldenen Decken drei (gold-blau-gold) natürliche Straußenfedern.

## Personen
- Karl Wilhelm von Wnuck (1788–1863), preußischer Generalmajor
- Karl Georg Heinrich Friedrich von Wnuck (1803–1881), preußischer Generalleutnant
- Wilhelm von Wnuck (* 1889), NSDAP-Mitglied, 1931–1936 Präsident des Volkstages und 1934–1939 Senator zur besonderen Verwendung in Danzig
- Edmund Wnuk-Lipiński (1944–2015), polnischer Soziologe und Science-Fiction-Autor aus Prondzona
- Barbara Irina von Wnuk-Lipiński (* 1976), CDU-Bundesvorstandsmitglied 2002–2006